# Kristina Barrois
Kristina Barrois (Ottweiler, 30 settembre 1981) è un'ex tennista tedesca.

## Carriera
Kristina Barrois è stata allenata dapprima da Patrick Schmidt e in seguito da Andreas Spaniol.
Ha giocato nella squadra tedesca di Fed Cup nel 2006. Nello stesso anno, ha vinto il campionato di tennis tedesco e si è qualificata per il tabellone principale del Torneo di Wimbledon e agli US Open. A Wimbledon, ha perso da Shenay Perry per 5-7, 7-5, 6-7 mentre a New York ha perso 1-6, 5-7 dalla numero uno al mondo Amélie Mauresmo dopo essere stata in vantaggio nel secondo set 5-2.
Il 14 dicembre 2008, ha vinto il suo secondo campionato di tennis tedesco per 7-6, 6-1 contro Lydia Steinbach.
Nel gennaio 2009 ha iniziato le qualificazioni per il torneo di Auckland ma ha perso dalla russa Anastasija Pavljučenkova col punteggio di 6-3, 6-1. Poi è caduta di nuovo nel turno di qualificazione ad Hobart contro Melanie South per 7-5, 6-0. Ha anche raggiunto il primo turno degli Australian Open, dove ha provato a respingere la testa di serie n.4, Elena Dement'eva, per poi capitolare col punteggio di 6(4)–7, 6-2, 1-6. Nel mese di febbraio ha raggiunto il 2º turno di Memphis ma si è arresa contro l'olandese Michaëlla Krajicek col punteggio di 3-6, 6-3, 7–6(0). Ha fatto molto bene al torneo premier di Indian Wells, dove ha battuto la francese Alizé Cornet per 6-2, 6-2 nel secondo turno. Ha perso, tuttavia, dall'ungherese Ágnes Szávay nel turno successivo per 6-3, 6-4.
Nel maggio 2010, si è qualificata per la sua prima finale di sempre in un torneo WTA, a Strasburgo dove ha avuto la peggio contro la russa Marija Šarapova.
Nel 2014 ha dato l'addio al tennis.

## Statistiche

### Singolare

#### Sconfitte (2)
| Legenda: Dal 2009     |
| --------------------- |
| Grande Slam (0)       |
| Ori Olimpici (0)      |
| WTA Championships (0) |
| Premier Mandatory (0) |
| Premier 5 (0)         |
| Premier (0)           |
| International (2)     |

| N. | Data           | Torneo                                   | Superficie  | Avversaria in finale    | Punteggio |
| 1. | 22 maggio 2010 | Internationaux de Strasbourg, Strasburgo | Terra rossa | Marija Šarapova         | 5-7, 1-6  |
| 2. | 30 aprile 2011 | Estoril Open, Estoril                    | Terra rossa | Anabel Medina Garrigues | 1-6, 2-6  |

### Doppio

#### Vittorie (1)
| Legenda: Dal 2009     |
| --------------------- |
| Grande Slam (0)       |
| Ori Olimpici (0)      |
| WTA Championships (0) |
| Premier Mandatory (0) |
| Premier 5 (0)         |
| Premier (0)           |
| International (1)     |

| N. | Data            | Torneo                           | Superficie  | Compagna         | Avversarie in finale              | Punteggio        |
| 1. | 18 ottobre 2014 | BGL Luxembourg Open, Lussemburgo | Cemento (i) | Timea Bacsinszky | Lucie Hradecká Barbora Krejčíková | 3-6, 6-4, [10-4] |

#### Sconfitte (3)
| Legenda: Dal 2009     |
| --------------------- |
| Grande Slam (0)       |
| Ori Olimpici (0)      |
| WTA Championships (0) |
| Premier Mandatory (0) |
| Premier 5 (0)         |
| Premier (1)           |
| International (2)     |

| N. | Data            | Torneo                               | Superficie      | Compagna         | Avversarie in finale               | Punteggio   |
| 1. | 24 aprile 2011  | Porsche Tennis Grand Prix, Stoccarda | Terra rossa (i) | Jasmin Wöhr      | Sabine Lisicki Samantha Stosur     | 1-6, 6(5)–7 |
| 2. | 21 luglio 2013  | Gastein Ladies, Bad Gastein          | Terra rossa     | Eléni Daniilídou | Sandra Klemenschits Andreja Klepač | 1-6, 4-6    |
| 3. | 20 ottobre 2013 | BGL Luxembourg Open, Lussemburgo     | Cemento (i)     | Laura Thorpe     | Stephanie Vogt Yanina Wickmayer    | 6(2)–7, 4-6 |

### Risultati in progressione
| Sigla | Risultato               |
| ----- | ----------------------- |
| V     | Vincitore               |
| F     | Finalista               |
| SF    | Semifinalista           |
| O     | Oro olimpico            |
| A     | Argento olimpico        |
| SF    | Bronzo olimpico         |
| QF    | Quarti di Finale        |
| 4T    | Quarto turno            |
| 3T    | Terzo turno             |
| 2T    | Secondo turno           |
| 1T    | Primo turno             |
| RR    | Round Robin             |
| LQ    | Turno di qualificazione |
| A     | Assente                 |
| ND    | Non disputato           |

| Legenda superfici    |
| -------------------- |
| Cemento              |
| Terra battuta        |
| Erba                 |
| Superficie variabile |

#### Singolare nei tornei del Grande Slam
| Torneo          | 2006 | 2007 | 2008 | 2009 | 2010 | 2011 | 2012 | 2013 | 2014 |
| --------------- | ---- | ---- | ---- | ---- | ---- | ---- | ---- | ---- | ---- |
| Australian Open | A    | A    | A    | 1T   | 2T   | 2T   | 1T   | A    | A    |
| Open di Francia | A    | A    | A    | 2T   | 1T   | 1T   | A    | A    | A    |
| Wimbledon       | 1T   | A    | A    | 1T   | 2T   | 1T   | A    | A    | A    |
| US Open         | 1T   | A    | A    | 2T   | 1T   | 1T   | A    | A    | A    |

#### Doppio nei tornei del Grande Slam
| Torneo          | 2006 | 2007 | 2008 | 2009 | 2010 | 2011 | 2012 | 2013 | 2014 |
| --------------- | ---- | ---- | ---- | ---- | ---- | ---- | ---- | ---- | ---- |
| Australian Open | A    | A    | A    | 1T   | A    | 1T   | 1T   | A    | A    |
| Open di Francia | A    | A    | A    | 1T   | 1T   | 2T   | 1T   | A    | 2T   |
| Wimbledon       | A    | A    | A    | QF   | 3T   | 2T   | 2T   | A    | 3T   |
| US Open         | A    | A    | A    | 1T   | 1T   | 2T   | A    | A    | 1T   |

#### Doppio misto nei tornei del Grande Slam
Nessuna partecipazione